# العلاقات الأوزبكستانية النمساوية
العلاقات الأوزبكستانية النمساوية هي العلاقات الثنائية التي تجمع بين أوزبكستان والنمسا.

## مقارنة بين البلدين
هذه مقارنة عامة ومرجعية للدولتين:
| وجه المقارنة                                              | أوزبكستان       | النمسا                                                    |
| --------------------------------------------------------- | --------------- | --------------------------------------------------------- |
| المساحة (كم2)                                             | 448.98 ألف      | 83.86 ألف                                                 |
| عدد السكان (نسمة)                                         | 32.39 مليون     | 8.81 مليون                                                |
| الكثافة السكانية (ن./كم²)                                 | 72.14           | 105.06                                                    |
| العاصمة                                                   | طشقند           | فيينا                                                     |
| اللغة الرسمية                                             | اللغة الأوزبكية | اللغة الألمانية، لغة الإشارة النمساوية ‏                   |
| العملة                                                    | سوم أوزبكستاني  | يورو، شلن نمساوي، رايخ مارك، شلن نمساوي                   |
| الناتج المحلي الإجمالي (بليون دولار)                      | 48.72 مليار     | 416.60 مليار                                              |
| الناتج المحلي الإجمالي (تعادل القوة الشرائية) بليون دولار | 190.50 مليار    | 426.99 مليار                                              |
| الناتج المحلي الإجمالي الاسمي للفرد دولار أمريكي          | 2.13 ألف        | 43.77 ألف                                                 |
| الناتج المحلي الإجمالي للفرد دولار أمريكي                 | 5.57 ألف        | 47.68 ألف                                                 |
| مؤشر التنمية البشرية                                      | 0.675           | 0.885                                                     |
| رمز المكالمات الدولي                                      | +998            | +43                                                       |
| رمز الإنترنت                                              | .uz             | .at                                                       |
| المنطقة الزمنية                                           | ت ع م+05:00     | توقيت وسط أوروبا، ت ع م+01:00، ت ع م+02:00، أوروبا/فيينا ‏ |

## منظمات دولية مشتركة
يشترك البلدان في عضوية مجموعة من المنظمات الدولية، منها:
| علم المنظمة | اسم المنظمة                               | تاريخ انضمام أوزبكستان | تاريخ انضمام النمسا |
| ----------- | ----------------------------------------- | ---------------------- | ------------------- |
|             | وكالة ضمان الاستثمار متعدد الأطراف        | 4 نوفمبر 1993          | 16 ديسمبر 1997      |
|             | منظمة الشرطة الجنائية الدولية             | ?                      | ?                   |
|             | منظمة حظر الأسلحة الكيميائية              | ?                      | ?                   |
|             | الفريق المعني برصد الأرض                  | ?                      | ?                   |
|             | الأمم المتحدة                             | 2 مارس 1992            | 14 ديسمبر 1955      |
|             | مؤسسة التمويل الدولية                     | 30 سبتمبر 1993         | 28 سبتمبر 1956      |
|             | يونسكو                                    | 26 أكتوبر 1993         | 13 أغسطس 1948       |
|             | مؤسسة التنمية الدولية                     | 24 سبتمبر 1992         | 28 يونيو 1961       |
|             | بنك التنمية الآسيوي                       | 1995                   | 1966                |
|             | البنك الدولي للإنشاء والتعمير             | 21 سبتمبر 1992         | 27 أغسطس 1948       |
|             | المركز الدولي لتسوية المنازعات الاستشارية | 25 أغسطس 1995          | 24 يونيو 1971       |
|             | الاتحاد البريدي العالمي                   | ?                      | ?                   |
|             | منظمة الأمن والتعاون في أوروبا            | 30 يناير 1992          | 25 يونيو 1973       |
|             | الاتحاد الدولي للاتصالات                  | 10 يوليو 1992          | 1866                |

## وصلات خارجية
- موقع وزارة الخارجية الأوزبكستانية
- موقع وزارة الخارجية النمساوية